# 光叶红豆
光叶红豆（学名：Ormosia glaberrima）为豆科红豆属下的一个种。

## 扩展阅读
- 維基物種上的相關：光叶红豆